# 让-图桑·阿里吉·德·卡萨诺瓦
让-图桑·阿里吉·德·卡萨诺瓦（法語：Jean-Toussaint Arrighi de Casanova，法語發音：[ʒɑ̃ tusɛ̃ aʁiɡi də kazanɔva]，1778年3月8日—1853年3月22日）。卡萨诺瓦受封帕多瓦公爵，曾任法国外交官，法国大革命和拿破仑战争时期担任军队指挥官。1840年代末，卡萨诺瓦参政，成功当选参议员。此外，他还是拿破仑一世的堂兄。

## 早年生活和革命战争
卡萨诺瓦出生于科西嘉的科尔泰，1787年成为勒拜军事学校的学生，后来成功进入比萨大学，然后于1796年返回科西嘉岛。作为拿破仑·波拿巴堂姐的丈夫，卡萨诺瓦成为意大利军队的一名中尉，并直接隶属于拿破仑。随后，他成为法国驻罗马大使馆的秘书，而约瑟夫·波拿巴则是驻当地的法国大使。回到军队后，他在拿破仑军中参加埃及战役，在萨利赫受伤，还参加了对雅法和阿卡的围攻，并被提升为上尉。在阿克城的围攻中，一颗子弹击中了拿破仑的帽子，接着又击中了卡萨诺瓦的喉咙，切断了一条动脉。外科医生多米尼克·拉里认为这个伤口是致命的，但他还是挽救了卡萨诺瓦的生命。1800年，卡萨诺瓦及时返回法国参加了意大利战役，包括马伦戈战役。

## 拿破仑战争和波旁王朝复辟

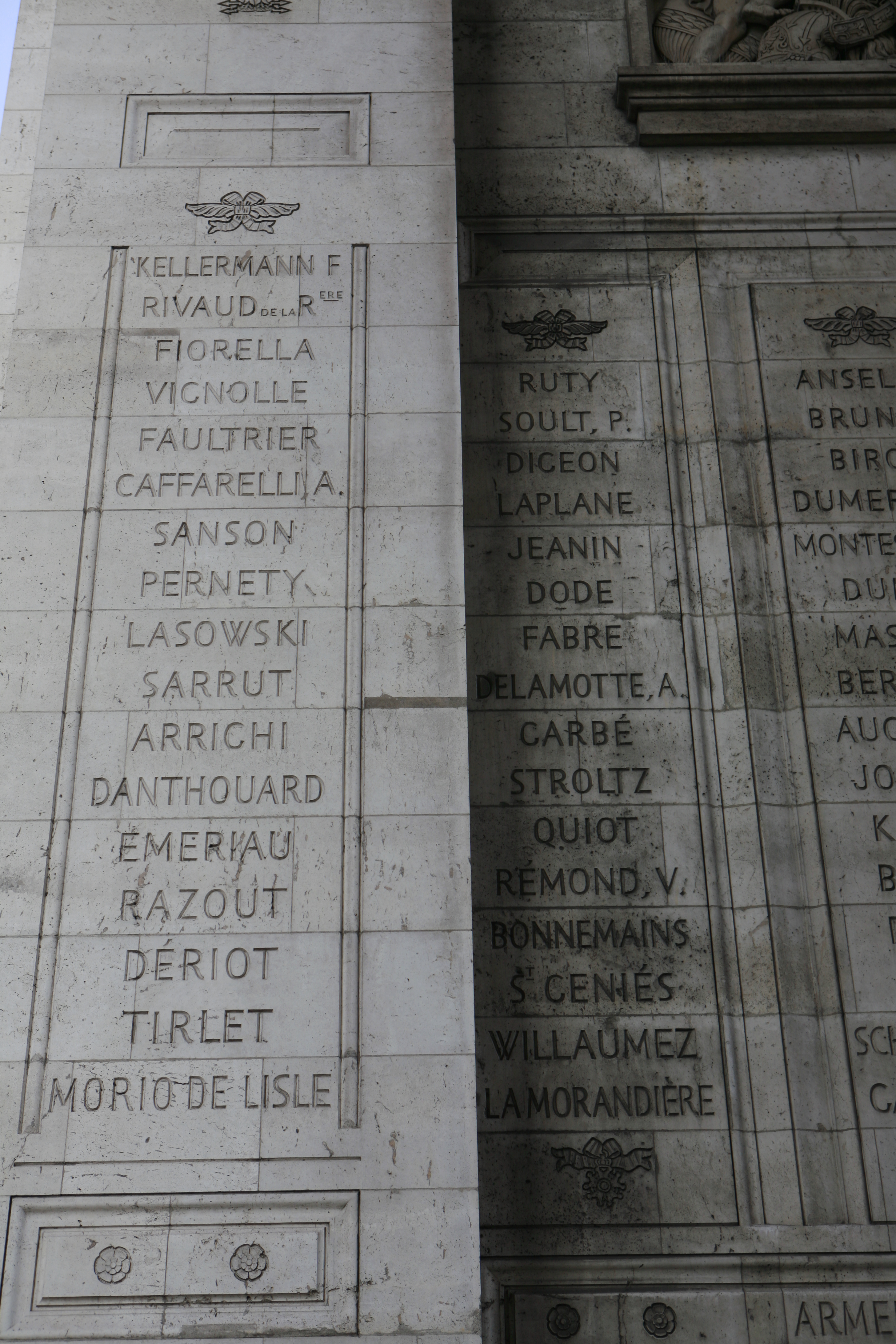
阿瑞吉·卡萨诺瓦的名字被刻在凯旋门上（左下数第7位）

五年后，第三次同盟战争爆发，卡萨诺瓦被任命为帝国元帅路易·亚历山大·贝尔蒂埃的侍从官，并在维尔廷根战役中受了伤，但仍然出现在奥斯特利茨战役中。几个月后，也就是1806年，他被任命为近卫龙骑兵少校，并参加了1806年和1807年的第四次反法同盟战役，并在弗里德兰战役中晋升准将。1808年，卡萨诺瓦获封帕多瓦公爵，并随近卫骑兵被派往西班牙。回到法国后，他在新组建的德国军团中服役，并在阿斯珀恩-埃斯灵和瓦格拉姆的血腥战役中与奥地利军队作战。1810年，他成为骑兵总督察，两年后，他被任命指挥北海沿岸从索姆河到易北河的所有法国军队。卡萨诺瓦指挥第三骑兵军团参加了易北河和莱茵河之间的多次战斗，并在史诗般的莱比锡战役中担任莱比锡总督。在1814年法国战役期间，卡萨诺瓦被任命为一个步兵师的指挥官，并在战斗中掩护奥古斯特·德·马尔蒙元帅撤退，而后参加了巴黎战役。
在百日王朝期间，拿破仑将他送到科西嘉岛，在皇帝退位后，卡萨诺瓦被流放至意大利。他在1819年才获准回到法国，并于1849年成为法国国民议会科西嘉岛的代表，之后被选为参议员。卡萨诺瓦的最后一个职位是荣军院院长。

## 荣誉
卡萨诺瓦的名字被刻在巴黎的凯旋门上。他是荣誉军团和团聚勋章的获得者。巴伐利亚王国也授予卡萨诺瓦马克斯·约瑟夫军事勋章。

## 引文
1. ↑  Phipps 2011，第405頁.
2. 1 2 3  Fierro, Alfredo; Palluel-Guillard, André; Tulard, Jean - "Histoire et Dictionnaire du Consulat et de l'Empire”, Éditions Robert Laffont, ISBN 2-221-05858-5, p. 494–495
3. ↑  Mullié 1851，第23–24頁.